# Mindanaovlagstaartpapegaai
De Mindanaovlagstaartpapegaai (Prioniturus waterstradti) is een papegaai op het eiland Mindanao in het zuiden van de Filipijnen. Door sommige auteurs wordt deze soort geschaard onder de bergvlagstaartpapegaai. Deze vogel is genoemd naar zijn ontdekker, de Deense ornitholoog Johannes Waterstradt (1869-1944).

## Herkenning
De mindanaovlagstaartpapegaai is, exclusief de 35 tot 80 centimeter lange staartveren, 23 centimeter en heeft een vleugellengte van 16 centimeter. De twee ondersoorten verschillen van elkaar door de lengte van de vlagstaart. P. w. malindangensis heeft een wat langere staart dan P. w. waterstradti. De mindanaovlagstaartpapegaai heeft een turquoise blauw voorhoofd, gezicht en plekken achter de oren. De hoeveelheid blauw is echter minder dan bij de bergvlagstaartpapegaai. Tevens ontbreekt op de kruin bij beide ondersoorten van de Mindanao-vlagstaartpapegaai de rode plek omgegeven door blauw. De nek en zijkanten van de kop zijn helder groen. De rest van de bovenzijde is groen. De onderzijde is donker geelgroen. De vleugels en de staartveren zijn groen. De middelste staartpennen hebben een verlengde schacht en aan het eind een soort zwarte vlag. De buitenste staartpennen zijn donkergroen tot zwart en het onderste deel is turquoise blauw. De vliegveren zijn kobaltgroen met groene randen. Een juveniel lijkt op het vrouwtje, maar heeft geen of een heel korte vlagstaart. De snavel en de poten zijn blauwgrijs en de ogen zijn geel in het midden en bruin daaromheen.
De mindanaovlagstaartpapegaai is een luidruchtige vogel die veelal door of laag over de bossen vliegt. Ze leven daar alleen, in paartjes of in kleine groepjes.

## Verspreiding en leefgebied
Deze soort komt alleen voor in middelhoog gelegen bossen in de bergen op een hoogte van 1000 meter tot 2500 meter. Er worden twee ondersoorten obderscheiden:
- P. w. malindangensis:  westelijk Mindanao.
- P. w. waterstradti: zuidoostelijk Mindanao.

## Voortplanting
Er zijn parende exemplaren waargenomen in de maanden augustus en september. Er zijn bovendien exemplaren met vergrote gonaden waargenomen in februari. Er is een nest gevonden in een hol in een lange eik op zo'n 5 tot 6 meter boven de grond.

## Status
De mindanaovlagstaartpapegaai heeft een beperkt verspreidingsgebied en daardoor is de kans op uitsterven aanwezig. De grootte van de populatie werd in 1993 door BirdLife International geschat op 5000 individuen en de populatie-aantallen nemen af door habitatverlies. Het leefgebied wordt aangetast door ontbossing hoewel in bergachtig gebied dit probleem niet zo groot is als in laagland. Verder is er jacht en vangst voor de kooivogelhandel. Om deze redenen staat deze soort als gevoelig op de Rode Lijst van de IUCN.
Er gelden formeel ook beperkingen voor de handel in deze papegaai; de soort staat in de Bijlage II van het CITES-verdrag.